# Škoda 15 cm Vz. 1914
Il 15 cm Vz. 1914 o 15 cm schwere Feldhaubitze M. 14 fu un obice costruito per l'Imperial Regio Esercito nel 1914. Operò per tutta la prima guerra mondiale con l'Austria-Ungheria, successivamente fu utilizzato da un certo numero di eserciti dell'Europa centrale e Balcanica.

## Le origini
Prima della prima guerra mondiale l'Esercito austroungarico operò attivamente per rimodernare il suo parco di artiglierie, basandosi essenzialmente su progetti Škoda, dato che la Boemia faceva parte dell'impero, ed a fianco dell'obice Škoda 10 cm Vz. 1916, sviluppato come artiglieria divisionale, venne studiato anche un pezzo di calibro e gittata superiori per l'uso nell'artiglieria di corpo d'armata.
Il Vz. 1914, non essendo necessari i requisiti di mobilità delle artiglierie divisionali, non era scomponibile in carichi separati per il trasporto in montagna.
Constatate le limitazioni del modello 14, venne sviluppata una nuova bocca da fuoco di lunghezza leggermente maggiorata, con un munizionamento migliorato per avere una gittata superiore, il nuovo modello fu indicato come Vz. 14/16. Teoricamente il munizionamento dei due modelli era intercambiabile, tuttavia le complicazioni che venivano introdotte nei calcoli di tiro rese praticamente poco utilizzata questa opzione.

## La tecnica
La bocca da fuoco era su un'anima e da due manicotti, uno di volata ed uno di culatta. La chiusura era con otturatore a cuneo a scorrimento orizzontale, la tenuta dei gas era garantita dal bossolo metallico.
Sotto la bocca da fuoco era posto il sistema di rinculo, variabile automaticamente in funzione dell'angolo di tiro, con riduttore.
La culla, che supportava la bocca da fuoco per mezzo di due lisce, era imperniata su un affustino per mezzo di due orecchioni (artiglieria)|, disposti in posizione arretrata, per permettere un maggiore alzo del pezzo. Il preponderante di volata (cioè il momento dovuto al fatto che la bocca da fuoco era imperniata in posizione arretrata rispetto al Centro di massa|baricentro) era compensato da due equilibratori che collegavano la culla all'affustino. L'affustino era imperniato sull'affusto inferiore per permettere i movimenti in direzione, mentre i movimenti in elevazione erano ottenuti dal movimento del complesso culla/bocca da fuoco.
Il vz 14 pezzo era su affusto a coda unica scatolata, fornita di una leva di sollevamento per poter essere mossa da due uomini, l'affusto fu modificato e ridotto di peso nel Vz. 14/16. La bocca da fuoco poteva assumere due posizioni rispetto all'affusto: la prima era usata per il pezzo in batteria, cioè pronto allo sparo, o quando il pezzo era trainato con avantreno elastico, mentre la seconda veniva utilizzata quando la bocca da fuoco era caricata su carrello da traino. All'affusto era collegato l'assale, che portava due ruote, nel modello iniziale in legno a 12 raggi, ed era collegato al sistema frenate ed al vomere di fissaggio.
Il pezzo (cosa non usuale per un'artiglieria di corpo d'armata) era fornito di uno scudo, di cui esistevano due modelli, uno diritto ed uno curvo. Lo scudo aveva uno spessore di 5 mm. Nei pezzi originali erano previsti due sedili per i serventi fissati allo scudo, sedili che vennero eliminati con il passaggio al traino meccanico.

## L'impiego
Il Vz. 14 ed il Vz. 14/16 furono le artiglierie standard per i reggimenti di artiglieria assegnati ai corpi d'armata nell'Esercito austroungarico, con buoni risultati considerando la potenza della granata utilizzata.
Dopo la prima guerra mondiale i pezzi furono utilizzati dall'esercito cecoslovacco (hrubá hofunice Vz. 14 e Vz. 14/16), dall'esercito austriaco, dall'esercito ungherese, dall'esercito jugoslavo (Mod. 18/25), dall'esercito greco e dall'esercito rumeno. In particolare nell'esercito ungherese i pezzi furono riprogettati portando ai modelli M 14/35 ed M 14/39, che utilizzavano un freno di bocca per ridurre il tormento sull'affusto quando venivano sparate munizioni di potenziale elevato. All'inizio della seconda guerra mondiale erano ancora disponibili molti di questi obici, utilizzati principalmente dalla Wehrmacht con la denominazione di sFH M.14 (Škoda) 15 cm e, per quelli catturati in Italia dopo l'8 settembre, con le denominazioni sFH 400(i) e sFH 401(i).

### L'impiego nel Regio Esercito
- granata 149/13 mod 32
- granata a pallette 149/12 modificata per 149/13
- granata monoblocco da 149/13
- granata 149/12 modificata per 149/13
- granata a doppio effetto 149/13 e 149/12-13
- granata leggera 149/12-13
- granata plus con gas irritante 149/12 modificata per 149/13
- granata anticarro 149 EPS (a carica cava, adottata maggio 1943)
- granata speciale per scuola di tiro
- shrapnel M12/M12A, M14, M17 (originali austriaci, caricati a pallette in piombo o pallette e cilindretti, a consumazione)
- granata incendiaria da 149/13 M13 (originale austriaca, modificata)

La vittoria nella prima guerra mondiale aveva fruttato direttamente come preda bellica all'Italia 281 obici vz 14 e 32 vz 14/16, di questi 142 furono subito alienati, in quanto inefficienti, ma un certo numero di complessi venne ceduto dall'Austria in conto riparazione danni di guerra. Il pezzo fu assunto in servizio nel Regio Esercito con la denominazione 149/13.
Dopo l'acquisizione dei pezzi, questi vennero revisionati presso Aresenale di Torino, dove furono adattati al traino meccanico prima con l'adozione di un carrello elastico e successivamente con l'uso di ruote in lamierino stampato. Il nuovo miunzionamento mod 32 permise di allungare la gittata di circa 400 m. Tuttavia l'obice risultava irrimediabilmente svantaggiato rispetto ai pezzi di corpo d'armata utilizzati in altri eserciti.
All'inizio della seconda guerra mondiale (ottobre 1939) erano disponibili 490 pezzi, assegnati ai raggruppamenti di artiglieria di corpo d'armata. Il 149/13 venne utilizzato contro la Francia (1940), in Africa orientale (una batteria), sul fronte balcanico, sul fronte russo, in Africa settentrionale ed infine in Sicilia (3 gruppi). Nel giugno 1943 erano ancora in linea 24 gruppi armati con questo materiale.
Nel 1942 fu iniziata la sua sostituzione con il 149/19 Mod. 1937 di produzione nazionale, sostituzione che non era ancora stata completata all'armistizio.
L'ultimo impiego dell'obice da 149/13 è molto recente: fino al 1991, un esemplare svolgeva il ruolo di "cannone del Gianicolo".